# Lautdauer
Die Lautdauer oder Lautlänge ist in der Phonetik die Zeit, die ein Sprecher benötigt, um einen bestimmten Sprachlaut auszusprechen; die Sprechzeit wird in Hundertstel- oder Tausendstelsekunden gemessen. Es handelt sich also um eine absolute Zeitbestimmung, im Gegensatz zur Quantität, die sich auf die relative Länge von Sprachlauten und -segmenten und deren sprachliche Funktion bezieht.

## Beobachtungen zur Lautdauer
Beobachtungen zur Lautdauer betreffen verschiedene Aspekte.
Die Lautdauer ist teils von sprachexternen, teils von sprachinternen Bedingungen abhängig. Als sprachexterne Bedingungen kommen in Frage:
- die Person, die spricht, und
- die Redesituation, die eine bestimmte Sprechweise (gewählter Wortschatz, Komplexität des Satzbaus, Exaktheit der Aussprache, Redetempo) verlangen mag.

Als sprachinterne Bedingung muss berücksichtigt werden, dass Laute unter dem Wortakzent anders gesprochen werden als in unbetonter Stellung und ebenfalls unterschiedlich in verschiedenen Lautumgebungen. Es gibt außerdem Unterschiede zwischen den verschiedenen Silben im Wort. Der Unterschied zwischen Kurz- und Langvokalen ist dagegen – jedenfalls im Deutschen – nicht rein lautlicher, sondern phonologischer Natur (Vokalquantität).

## Gesetzmäßigkeiten der Lautdauer

### Abhängigkeit der Lautlänge von der Wortlänge
Beobachtungen zu diesem Aspekt reichen bis ins 19. Jahrhundert zurück. So stellte schon Eduard Sievers fest, dass Vokale in kurzen Wörtern länger ausgesprochen werden als die gleichen Vokale in langen Wörtern. Dieser Beobachtung liegt ein Sprachgesetz zugrunde, das in allgemeinerer Form, unterstützt durch Messungen zum Spanischen, von Menzerath & de Oleza formuliert wurde: „Der Laut wird kürzer mit steigender Silbenzahl des Wortes (Grundgesetz der spanischen Lautquantität).“ Es handelt sich hierbei um eine spezifische Version eines allgemeinen Sprachgesetzes, das unter dem Begriff Menzerathsches Gesetz in der Quantitativen Linguistik bekannt ist.
Ein Beispiel für die Abhängigkeit der Lautdauer von der Wortlänge (Zahl der Silben pro Wort), beobachtet im Ungarischen:
| Wortlänge (Silben pro Wort) | Lautdauer (sec/100) am Beispiel des Vokals ā: beobachtet | Lautdauer (sec/100) am Beispiel des Vokals ā: berechnet |
| --------------------------- | -------------------------------------------------------- | ------------------------------------------------------- |
| 1                           | 27,2                                                     | 27,64                                                   |
| 2                           | 24,2                                                     | 23,18                                                   |
| 3                           | 20,9                                                     | 20,91                                                   |
| 4                           | 19,0                                                     | 19,43                                                   |
| 5                           | 18,2                                                     | 18,36                                                   |

Das Testergebnis ist mit einem Determinationskoeffizienten von D = 0,97 sehr gut; er kann im besten Fall den Wert D = 1,00 erreichen. Der Trend, dass mit zunehmender Wortlänge die Dauer der Laute des Wortes abnimmt, wird mit diesen und etlichen anderen, hier nicht zitierten Daten sehr deutlich.

### Variation der Lautdauer der Vokale
Untersucht man an einem gesprochenen Text die Dauer aller vorkommenden Vokale, so kann festgestellt werden, dass sie einem Verteilungsgesetz unterliegen, das speziell für solche Fälle von Geršić & Altmann (1988) entwickelt und am Beispiel des Batschka-deutschen Dialekts erfolgreich überprüft wurde. Untersuchungen zur Vokaldauer im Isländischen und im Ungarischen unterstützen den Vorschlag von Geršić & Altmann.
Ramers untersuchte die Dauer deutscher Vokale in Wortlisten, wobei die Vokale in die Umgebung [b_tən] eingefügt wurden, gesprochen von vier wissenschaftlichen Mitarbeitern. Die Ergebnisse wurden einerseits getrennt nach Kurz- und Langvokalen, dann aber auch in Gesamttabellen vereint präsentiert. An diese Daten wurde das Modell von Geršić & Altmann (1988) in der vereinfachten Form  {\displaystyle y=ax^{b}e^{cx}} angepasst. Es bewährte sich in allen 12 Fällen.
Als Beispiel hier die Verteilung der Dauer deutscher Langvokale bei Sprecher M:
| x | Vokal | (msec): beobachtet | (msec): berechnet |
| - | ----- | ------------------ | ----------------- |
| 1 | [aː]  | 214,5              | 215,77            |
| 2 | [ɛː]  | 194,7              | 187,78            |
| 3 | [oː]  | 165,0              | 171,51            |
| 4 | [uː]  | 153,6              | 159,79            |
| 5 | [øː]  | 153,4              | 150,49            |
| 6 | [eː]  | 152,8              | 142,71            |
| 7 | [yː]  | 132,0              | 135,97            |
| 8 | [iː]  | 128,0              | 130,00            |

msec: Millisekunden; x steht für die nach Rang geordneten Langvokale. Das Testergebnis ist mit einem Determinationskoeffizienten von D = 0,96 sehr gut.
Mit dem gleichen Ergebnis konnte auch die Untersuchung nur eines Vokals, des Lautes [iː] im Artikel „die“ [diː], der immer nur in seiner Stellung am Satzanfang berücksichtigt wurde, bearbeitet werden. Die Daten betreffen die Aussprache von Sprecher B in 6 Beispielsätzen. An diese Daten wurde das Modell von Geršić & Altmann (1988) in seiner einfachsten Form  {\displaystyle y=ax^{b}} angepasst.
| x | (msec): beobachtet | (msec): berechnet |
| - | ------------------ | ----------------- |
| 1 | 88,5               | 85,70             |
| 2 | 56,3               | 63,71             |
| 3 | 53,3               | 53,56             |
| 4 | 50,7               | 47,36             |
| 5 | 47,4               | 43,04             |
| 6 | 37,3               | 39,81             |

x steht für die Beispielsätze 1 – 6. Das Testergebnis ist mit einem Determinationskoeffizienten von D = 0,93 sehr gut.
Die Verteilung der Lautdauer einer Klasse von Lauten folgt anscheinend demselben Verteilungsmodell wie die verschiedenen Dauern eines einzelnen Lautes. Auffällig ist auch die sehr unterschiedliche Dauer des Langvokals [iː] als betonter und als unbetonter Laut.
Die Lautdauer wird von vielen Faktoren beeinflusst: dem Sprecher, der Position im Wort, der Stellung unter dem Wortakzent oder eben in unbetonter Stellung, der Länge des Wortes, in dem der Laut enthalten ist, und womöglich noch von weiteren Einflussgrößen.